# Laws of Illusion
Laws of Illusion er det det syvende album fra den canadiske sanger og sangskriver Sarah McLachlan. Det blev udgivet den 11. juni 2010 på Arista Records i USA og den 15. juni 2010 på Nettwerk i Canada. Indspilningerne foregik i Montreal og Vancouver, og albummet blev produceret af Pierre Marchand, som McLachlan har arbejdet med flere gange før.
Ifølge McLachlan var hendes oprindelige ide til albummets titel Loss and Illusion, men hun valgte Laws of Illusion, efter at Marchand havde hørt det som Laws of Illusion i stedet, da hun havde foreslået det.

## Spor
| #   | Titel                 | Længde |
| --- | --------------------- | ------ |
| 1.  | "Awakenings"          | 4:08   |
| 2.  | "Illusions of Bliss"  | 3:53   |
| 3.  | "Loving You Is Easy"  | 3:03   |
| 4.  | "Changes"             | 3:44   |
| 5.  | "Forgiveness"         | 3:49   |
| 6.  | "Rivers of Love"      | 3:54   |
| 7.  | "Love Come"           | 3:33   |
| 8.  | "Out of Tune"         | 3:51   |
| 9.  | "Heartbreak"          | 4:07   |
| 10. | "Don't Give Up on Us" | 3:37   |
| 11. | "U Want Me 2"         | 4:07   |
| 12. | "Bring on the Wonder" | 3:24   |